# باولو فيغيريدو
باولو جوزيه لوبيز دي فيغيريدو (بالبرتغالية: Paulo José Lopes Figueiredo‏)، من مواليد 28 نوفمبر 1972 في لواندا في أنغولا، لاعب كرة قدم أنغولي.
بدأ مسيرته الكروية مع نادي بلينينسيش البرتغالي في موسم 1991/1992، وعام 1992 انتقل إلى نادي يونياو تومار، ولعب معهم حتى عام 1994، وفي موسم 1995/1996 انتقل إلى نادي كاماتشا، وفي عام 1996 انتقل إلى نادي سانتا كلارا، ولعب معهم حتى عام 2004، وشارك معهم في 249 مباراة وسجل 27 هدف، وفي موسم 2004/2005 انتقل إلى نادي لوسيتانيا، لعب معهم 29 مباراة، وفي موسم 2005/2006 انتقل إلى نادي فارزيم، ولعب معهم 26 مباراة وسجل 3 أهداف، ومنذ عام 2006 وهو يلعب مع نادي أوسترس.
منذ عام 2003 وهو يلعب مع منتخب أنغولا لكرة القدم.

## روابط خارجية
- باولو فيغيريدو على موقع الاتحاد الدولي (مؤرشف)  (الإنجليزية)
- باولو فيغيريدو على موقع قاعدة بيانات كرة القدم.إي يو (الإنجليزية)
- باولو فيغيريدو على موقع ناشيونال فوتبول تيمز (الإنجليزية)
- باولو فيغيريدو على موقع Soccerway.com (الإنجليزية)
- باولو فيغيريدو على موقع كووورة